# اومورو-آری‌آکه
اومورو-آری‌آکه (به ژاپنی: 御室有明 オムロアリアケ Omuro‐ariake) نام علمی
(Cerasus lannesiana 'Omuro-ariake' Ohwi) نام یک نوع درخت ساکورای باغی است. در شهر کیوتو در اطراف معبد نین‌ناجی (به ژاپنی: 仁和寺 にんなじ) کاشته شده‌است. از نوع نیمه یائه (نیمه پرگلبرگ) است. شکل شاخه‌های آن مخصوص است. شاخه‌های آن کلفت هستند و با فاصله از ساقهٔ اصلی پخش و گسترده می‌شوند.
- تعداد گلبرگ: ۵–۱۰ عدد (نیمه پرگلبرگ)
- رنگ: سفید
- قطر گل: ۳٫۶ تا ۴٫۶ سانتیمتر
- زمان گل‌دهی:اواسط آوریل
- محل نمونه:باغ گیاه‌شناسی جنگل تاما